# Stefano Di Battista
Pour les articles homonymes, voir Battista.
Stefano Di Battista est un saxophoniste alto et soprano italien né le 14 février 1969 à Rome.

## Biographie
C'est vers l'âge de 13 ans que Stefano Di Battista apprend le saxophone dans une banda, petite formation de quartier composée en majorité d'enfants. La découverte d'Art Pepper dont il s'éprend du son, et sa rencontre avec l'altiste Massimo Urbani qui deviendra son mentor, le font s'orienter vers le jazz. Il s'inscrit tout de même au conservatoire où il parfait sa technique, étudie le répertoire classique du saxophone et décroche un premier prix à l'âge de 21 ans.
En 1992 il joue par hasard au festival de jazz de Calvi où il rencontre des musiciens français dont Jean-Pierre Como qui l'invite à jouer à Paris. C'est le déclic pour Stefano. Il multiplie alors les auditions afin d'obtenir des engagements sur Paris et obtient deux dates au Sunset. C'est lors de ces concerts qu'Aldo Romano et Laurent Cugny le repèrent. Il s'installe à Paris et participe ainsi aux projets d'Aldo Romano (Prosodie et Intervista) tout en assurant une place de soliste au sein de l'ONJ que dirige alors Laurent Cugny. Tout en multipliant les rencontres (avec Michel Petrucciani notamment qui l'intègre dans son sextet), il crée son propre quintette composé de Flavio Boltro à la trompette, d'Eric Legnini, son pianiste depuis trois ans, de Benjamin Henocq à la batterie et de Rosario Bonaccorso à la contrebasse. De cette collaboration naissent les albums Volare et A Prima Vista.
En 2000, il invite Elvin Jones à enregistrer sur l'album Stefano Di Battista. Il accompagne ensuite le grand batteur dans ses tournées mondiales avec le Elvin Jones Jazz Machine.
L’année 2002 est particulièrement marquée par sa collaboration avec le saxophoniste américain Michael Brecker. Il sort Round about Roma avec son quartet habituel (Legnini, Bonaccorso, Ceccarelli) et en compagnie d’un orchestre symphonique de quarante-trois éléments.
En 2004, il enregistre Parker's mood album hommage à Charlie Parker, un demi-siècle après sa disparition.

## Style
(avril 2018).
- Si vous ne connaissez pas le sujet, laissez ce bandeau (vous pouvez alors contacter les auteurs).
- Si vous supprimez le contenu mis en cause (vous pouvez préalablement contacter les auteurs),

argumentez précisément cette suppression dans la page de discussion
(un manque de référence n'est pas un argument ; une recherche réelle de référence doit avoir été effectuée, être formellement documentée).
Fortement inspiré par les grands classiques des années 1950 et 1960 du label Blue Note, ce saxophoniste italien, au son chaleureux, développe un style néo hard bop. Ce style résulte d’un engagement total, fusion de fougue et de générosité. Stefano met toute son énergie faite autant de vitesse et de virtuosité que d’innovation au service d’une émotion propre à ses racines, à sa terre natale.

## Discographie
- 1996 : Live au Parc Floral, Vol 3 (Parc Floral)
- 1997 : Volare (Label Bleu)
- 1998 : A Prima Vista (Blue Note)
- 2000 : Stefano Di Battista (Blue Note)
- 2002 : Round About Roma (Blue Note)
- 2004 : Parker's Mood (Blue Note)
- 2007 : Trouble Shootin' (Blue Note)
- 2010 : La musica di noi, avec Danilo Rea, Roberto Gatto, Dario Rosciglione
- 2011 : Woman’s Land (Alice Records, 2011)
- 2011 : Trance In Rome (Only The Best Record)
- 2012 : La Playa (Eclisse Music Records)
- 2013 : Il suono della capitale, Vol. 1 (Experience Music Movement)
- 2014 : Giù la testa, avec Sylvain Luc (Just Looking Production)
- 2015 : Mille bolle blu, avec Nicky Nicolai (Jando Music)
- 2015 : La musica insieme, avec Nicky Nicolai et Erri De Luca (Jando Music)
- 2016 : Italian Standards (Casa del Jazz)
- 2021 : Morricone Stories (Warner)

### Musique de film
- 2017 : Sole cuore amore, de Daniele Vicari